# Волокобино
Волокобино — село в Южском районе Ивановской области России, входит в состав Хотимльского сельского поселения.

## География
Село расположено на берегу реки Люлех в 8 км на северо-запад от центра поселения села Хотимль и в 31 км на северо-запад от райцентра города Южа.

## История

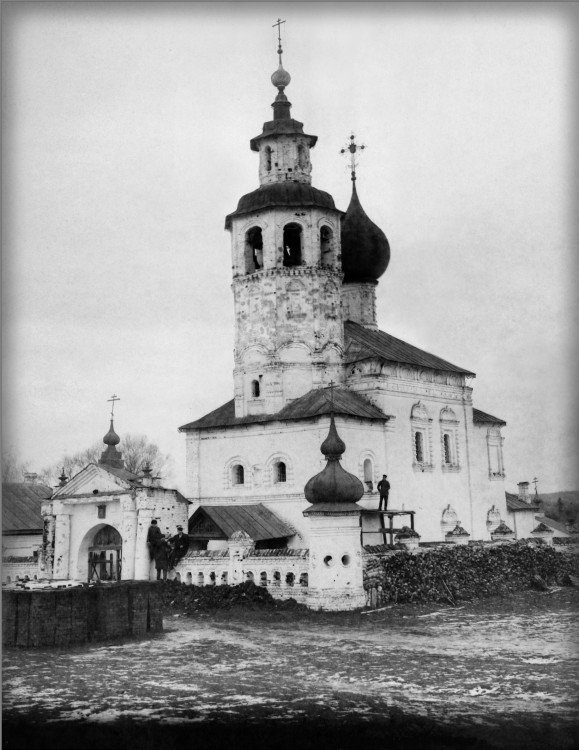
Так выглядела Преображенская церковь в начале XX века

Преображенская церковь в селе Волокобино основана в 1692 году усердием владельцев села дворян Вороновых по благословению Илариона, митрополита Суздальского и Юрьевского. Церковь каменная двухэтажная (что было редкостью в то время) столпообразная, каменная колокольня построена одновременно с церковью. Престолов в церкви было два: в верхнем этаже – в честь Преображения Господня, а в нижнем – в честь Смоленской иконы Божией Матери.
В 1,5 км на север от села находится Всесвятский погост. Каменная церковь с колокольней в погосте построена в 1800 году на средства прихожан вместо сгоревшей деревянной. Престолов в церкви было два: в холодной — в честь Всех Святых и в тёплой — во имя Святителя и Чудотворца Николая. С 1891 года в погосте существовала церковно-приходская школа.
В конце XIX — начале XX века село входило в состав Семёновской волости Шуйского уезда Владимирской губернии. В 1859 году в селе числилось 55 дворов, в 1905 году — 57 дворов.

## Население
| 1859 | 1905 | 2010 | 2014 |
| ---- | ---- | ---- | ---- |
| 291  | ↘284 | ↘16  | ↘14  |

## Достопримечательности
В селе находится действующая церковь Спаса Преображения — памятник архитектуры федерального значения.